# Овчинников, Александр Иванович (художник)
Алекса́ндр Ива́нович Овчи́нников (24 октября 1928, село Балейка, Новосергиевский район, Оренбургская область, РСФСР — 11 июня 2016, Оренбург, Российская Федерация) — советский и российский художник, заслуженный художник Российской Федерации (1999).

## Биография
С 1952 года работал в художественном фонде РСФСР.
В 1964 переехал в Оренбург, где учился в студии у А.Ф. Степанова.
Первая работа художника «Натюрморт с чёрным хлебом» датирована 1946 годом. В 1948 году он впервые участвовал в художественной выставке Оренбургского отделения Союза художников РСФСР
«Тема человека труда, темы земли, хлеба были и остались для меня самыми главными, самыми волнующими»
пишет о себе в автобиографии.
Провёл 16 персональных выставок.
В 1985 году участвовал в зональной выставке «Урал социалистический» и республиканской «Мир отстояли — мир сохраним», посвящённой 40-летию Великой Победы. В их каталоги вошли большие многофигурные композиции «Проводы» и «День Победы». Двенадцать работ отправлены на зарубежные выставки, организованные Международным салоном по экспорту.
Участник выставок «Индия глазами российских художников» в Третьяковской галерее Москвы и «Вокруг Индии» Оренбурга (1997—1998).

В 2002 году вошёл в персоналии книги «Самые знаменитые живописцы России» — рассказа о магистральных путях отечественной живописи. Её составитель и автор К. А. Кокшенева пишет об Александре Овчинникове: 
«Он — певец родного края. Его работы „Оренбургский хлеб“, „День Победы“, „Проводы на фронт“, „Цветы моей родины“, пейзажи Балейки занимают особое место в школе оренбургской живописи, позволяя считать автора настоящим народным художником»
.
Его картины находятся в музеях России и за рубежом, а также во многих частных коллекциях.

## Признание
- Член Союза художников СССР с 1970 года
- Лауреат премии «Оренбургская лира» (1999)
- Диплом за творческие успехи в развитии советского изобразительного искусства (1980)
- Звание заслуженный художник России (1999)
- дипломант зональных, республиканских и всесоюзных выставок